# Delta Cassiopeiae
Delta Cassiopeiae (Ruchbah, Ksora, 37 Cassiopeiae) é uma estrela na direção da constelação de Cassiopeia. Possui uma ascensão reta de 01h 25m 48.60s e uma declinação de +60° 14′ 07.5″. Sua magnitude aparente é igual a 2.66. Considerando sua distância de 99 anos-luz em relação à Terra, sua magnitude absoluta é igual a 0.24. Pertence à classe espectral A5Vv SB. É uma estrela variável algol.